# Acronicta steinerti
Acronicta steinerti är en fjärilsart som beskrevs av Caspari 1898. Acronicta steinerti ingår i släktet Acronicta och familjen nattflyn. Inga underarter finns listade i Catalogue of Life.